# BMW Série 2 Active Tourer II
La BMW Série 2 Active Tourer (type U06) est un monospace produit par le constructeur automobile allemand BMW et commercialisé depuis février 2022. Elle est la seconde génération de Série 2 Active Tourer après la première génération produite de 2014 à 2021.

## Présentation
La deuxième Série 2 Active Tourer est présentée le 6 octobre 2021.
De série, ce monospace propose une banquette arrière rabattable avec un schéma 40/20/40.

### Design

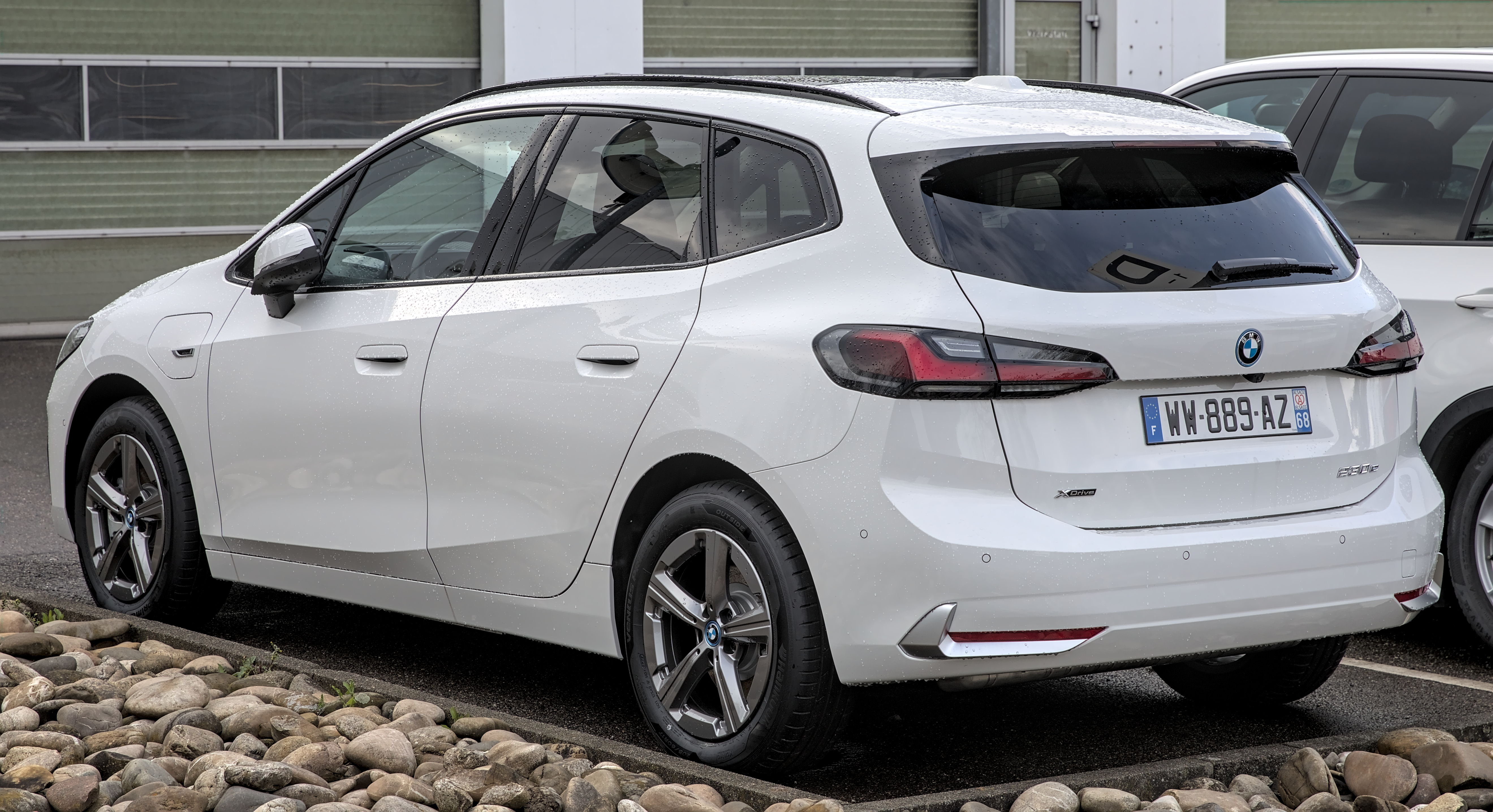
Vue arrière

Par rapport à la première Série 2 Active Tourer, cette deuxième génération reçoit une calandre agrandie et des feux affinés.
La finition M Sport permet d'ajouter un kit carrosserie, des jantes de 18 pouces et un coloris Alpinweiss spécifiques.
La planche de bord évolue de manière très importante, avec l'installation d'une double dalle numérique, comprenant l'instrumentation de 10,25 pouces et l'écran multimédia tactile de 10,7 pouces. La seconde génération de Série 2 Active Tourer a aussi une console centrale flottante entre les deux sièges avant.

## Caractéristiques techniques
La seconde génération de monospace Série 2 Active Tourer repose sur la plateforme technique BMW UKL reprise de la première génération.

### essence
| Version                   | 218i                  | 220i                  |
| ------------------------- | --------------------- | --------------------- |
| Moteur                    | 3-cylindres en ligne  | 3-cylindres en ligne  |
| Cylindrée                 | 1499 cm3              | 1499 cm3              |
| Puissance maximal         | 136 ch à 4 400 tr/min | 170 ch à 4 700 tr/min |
| Couple maximal            | 230 nm à 1 500 tr/min | 240 nm à 1 500 tr/min |
| Boîte de vitesses         | BVA 7                 | BVA 7                 |
| Vitesse maximale          | 214 km/h              | 221 km/h              |
| 0 à 100 km/h (en s)       | 9                     | 8,1                   |
| Consommation(en L/100 km) | 6,2 à 6,5             | 5,8 à 6,4             |
| Emission de CO2 (en g/km) | 140 à 148             | 131 à 144             |

DIESEL
| Version                   | 218d                 |
| ------------------------- | -------------------- |
| Moteur                    | 4-cylindres en ligne |
| Cylindrée                 | 1995 cm3             |
| Puissance maximal         | 150 ch à 3 750 tr/m  |
| Couple maximal            | 360 nm à 1 500 tr/m  |
| Boîte de vitesses         | BVA 7                |
| Vitesse maximale          | 220 km/h             |
| 0 à 100 km/h (en s)       | 8,8                  |
| Consommation(en L/100 km) | 4,8 à 5,1            |
| Emission de CO2 (en g/km) | 125 à 133            |

### Finitions
- Série 2 Active Tourer
- Luxury
- M Sport

Une finition Business Design est disponible pour la clientèle professionnelle.